# ميليتايا ديديما
ميليتايا ديديما (الاسم العلمي: Melitaea didyma) هو فراشة من عائلة الحورائيات.

## وصف
ميليتايا ديديما هي فراشة متوسطة الحجم مع باع يصل إلى 35–50 مليمتر. الجانب العلوي من الجناحان برتقالي-بني فاتح مع تخططيات بنية داكنة مرتبة في صفوف، متبدلة إلى حد كبير من حيث الكمية والحجم. في بعض الأحيان تكون الإناث باللون البرتقالي الكامد ومظللة بالرمادي-الأخضر. الجانب السفلي من الجناحان

## التوزع
توجد أساساً في جنوب ووسط أوروبا. وهي موجودة أيضاً في شمال أفريقيا وفي منطقة الشرق الأوسط (تركيا، إيران وأفغانستان وكازاخستان وشمال باكستان)، في سيبيريا وآسيا الوسطى (غرب الصين ومنغوليا). يعيش هذا النوع في شمال أفريقيا في كل من المغرب والجزائر وتونس. وهي معدومة في شمال أوروبا (إنجلترا وأيرلندا وشمال فرنسا، ألمانيا، بولندا والدول الاسكندنافية).

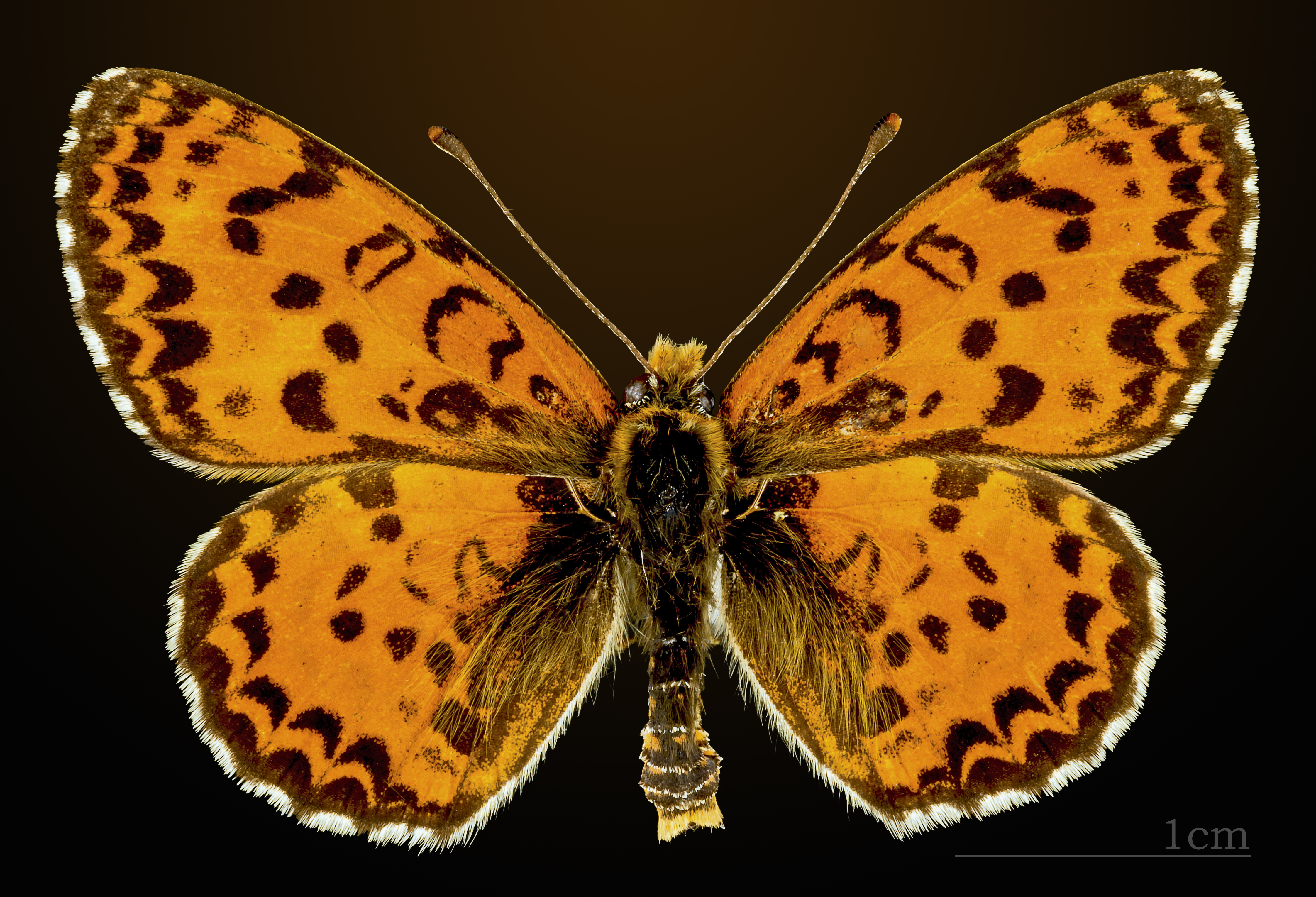
♂
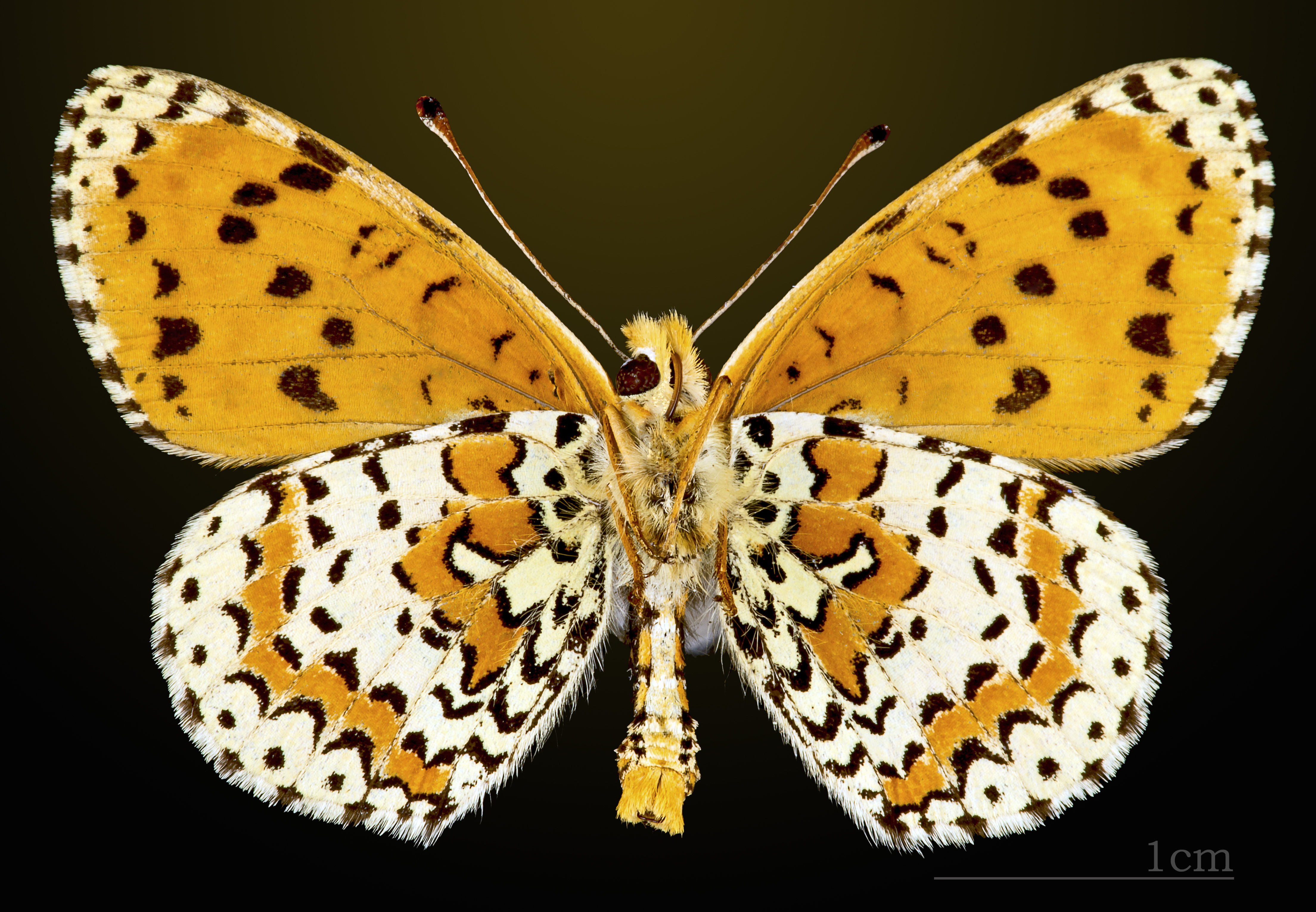
♂ △
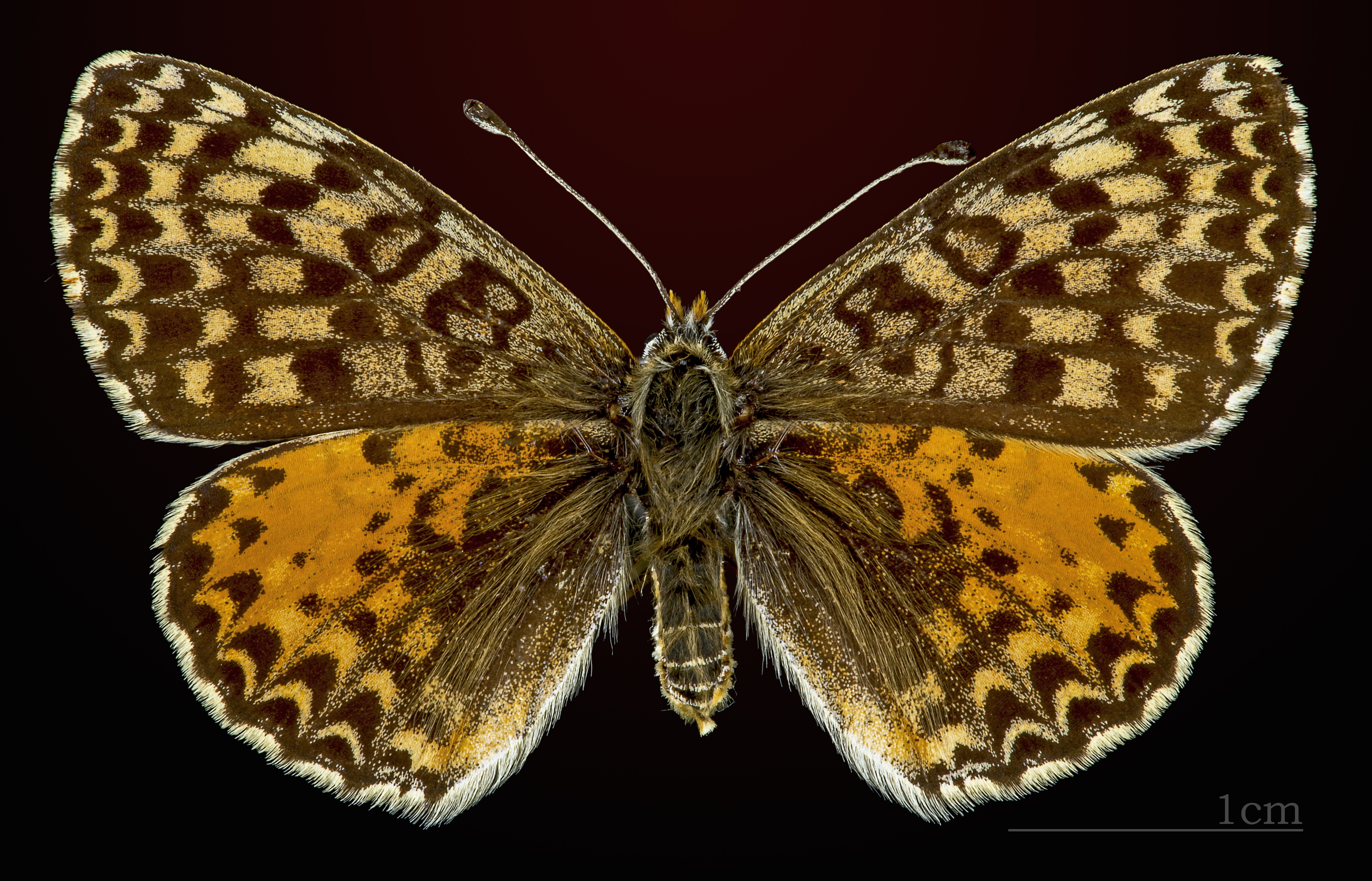
♀
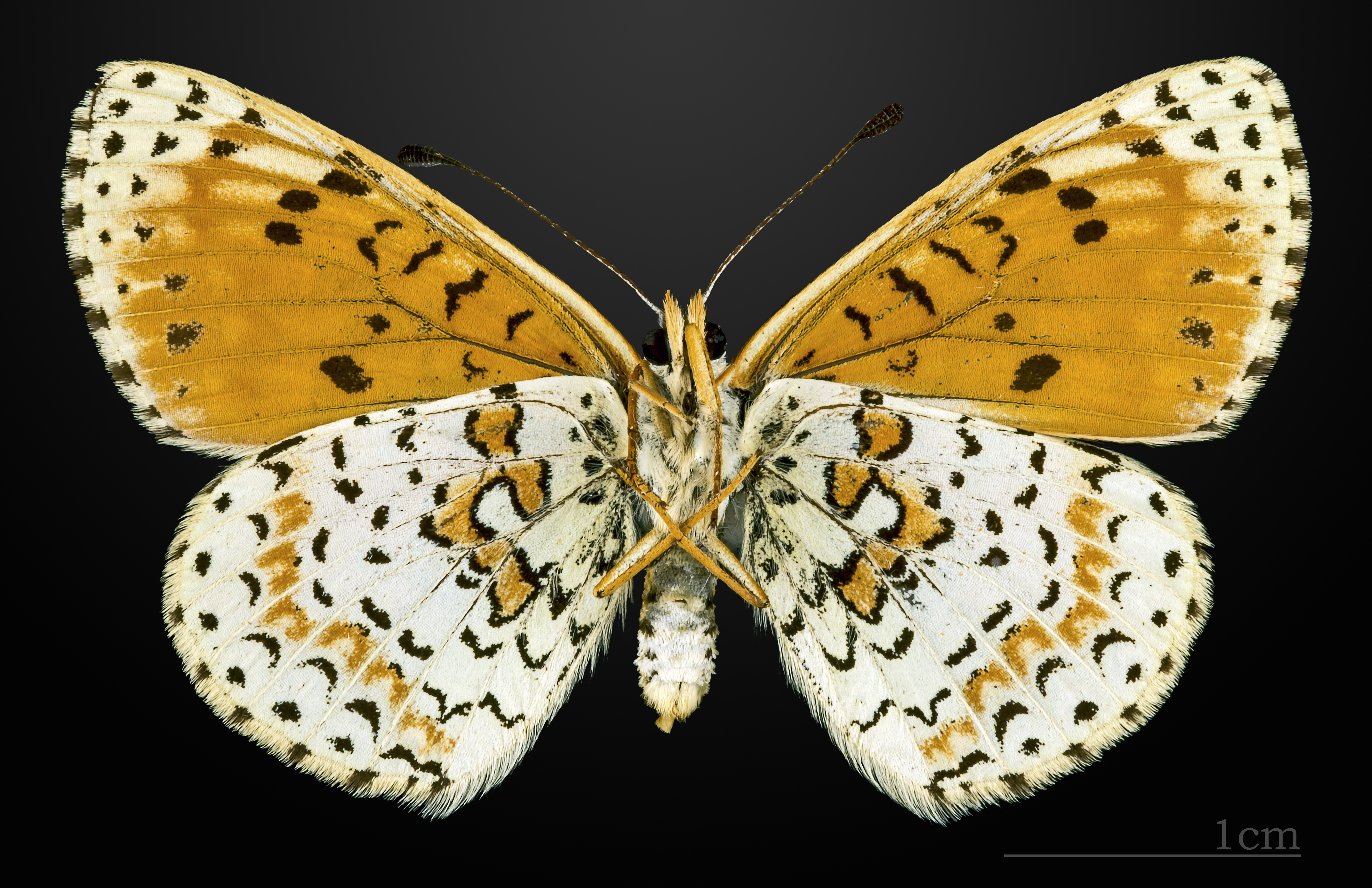
♀ △